# ۸ صفر
۸ صفر، هشتمین روز از ماه صفر در تقویم هجری قمری است.
در تقویم هجری قمری قراردادی این روز سی و هشتمین روز سال است.

## مناسبت‌ها
- ۱۳۳۴- نبرد رباط‌کریم به رهبری حیدر لطیفیان

## درگذشتگان
- ۳۶ - سلمان فارسی از صحابه محمد پیامبر اسلام.
- ۱۳۳۴ - حیدر لطیفیان آزادی‌خواه ایرانی
- ۱۴۱۳ - سید ابوالقاسم خویی مرجع تقلید شیعه.